# L'Évolution de l'humanité
L'Évolution de l'humanité est une collection d'histoire universelle dirigée par Henri Berr. 

## Une œuvre encyclopédique
Basée sur le modèle allemand de "Weltgeschichte", elle a été pensée sous forme d’encyclopédie "embrassant l’Humanité, depuis ses origines, et la Terre, dans toute son étendue". Bien qu'imaginée dès 1913-1914, son premier volume ne parut qu'en février 1920. Sa publication se poursuivit pendant plus de 50 ans, représentant plus de 100 volumes de réflexions, commandés chacun à un chercheur spécialiste, et coordonnés dans le cadre du Centre international de synthèse. Dans son introduction générale, Henri Berr la présente comme une encyclopédie historique combinée à une histoire continue de l’évolution humaine. Bien que chaque volume ait son intérêt propre, il s’intègre dans une chronologie globale définie par les quatre sections qui structurent l'ensemble (voir le plan ci-après). Dans les deux volumes En marge de l'histoire universelle, Henri Berr définit ce qui les relie entre eux par la réunion des avant-propos qu'il rédigeait pour chaque volume. 
Initialement édité par La Renaissance du livre puis par Albin Michel, qui a réédité les titres du fonds, certains volumes atteignant en termes de ventes plus de 20 000 exemplaires.

## Plan d'ensemble
- Première Section : Introduction (Préhistoire, Protohistoire); Antiquité.
  - 1. La Terre avant l'Histoire par  Edmond Perrier ;
  - 2.  L'Humanité préhistorique par Jacques de Morgan ;
  - 3. Le langage par Joseph Vendryes ;
  - 4. la Terre et l'Évolution humaine par Lucien Febvre ;
  - 5. Les Races et l'Histoire par Eugène Pittard ;
  - 6. Des Clans aux Empires par Alexandre Moret et Georges Davy ;
  - 7. Le Nil et la civilisation égyptienne par Alexandre Moret ;
  - 8. La Mésopotamie par Louis Delaporte ;
  - 8 bis. Les Hittites par Louis Delaporte ;
  - 9. La Civilisation égéenne par Gustave Glotz ;
  - 10. La Formation du peuple grec par Auguste Jardé ;
  - 11. Le Génie grec dans la religion par Louis Gernet et André Boulanger ;
  - 12. L'Art en Grèce par Alfred de Ridder et Waldemar Deonna ;
  - 13. La Pensée grecque et les origines de la pensée scientifique par Léon Robin ;
  - 14. La Cité grecque par Gustave Glotz ;
  - 15. L'Impérialisme macédonien et l'hellénisation de l'Orient par Pierre Jouguet ;
  - 16. L'Italie primitive et le début de l'impérialisme romain par Léon Homo ;
  - 17. Le génie romain dans la religion, la pensée et l'art par Albert Grenier ;
  - 18. Rome Impériale et l'urbanisme dans l'antiquité par Léon Homo ;
  - 19. Les institutions politiques romaines. De la cité à l'Etat par Léon Homo ;
  - 20. Rome et l'organisation du Droit par Joseph Declareuil ;
  - 21. L'Économie Antique par Jules Toutain ;
  - 22. Les Celtes et l'expansion celtique jusqu'à l'époque de la Tène par Henri Hubert ;
  - 22Bis. Les Celtes à l'époque de la Tène et la civilisation celtique par Henri Hubert ;
  - 23. Le monde romain par Victor Chapot ;
  - 24. Les Germains par Henri Hubert ;
  - 25. L'Iran et la civilisation iranienne par Clément Huart et Louis Delaporte ;
  - 26. La civilisation chinoise, la vie Publique et la Vie privée par Marcel Granet ;
  - 26bis. La Pensée chinoise par Marcel Granet ;
  - 27 L'Inde antique et la civilisation indienne par Paul Masson-Oursel, Helena de Willman-Grabowska et Philippe Stern.

- Deuxième Section : Origines du Christianisme et Moyen Âge ;
  - 27. Israël des origines au milieu du VIIIe siècle par Adolphe Lods ;
  - 28. Des Prophètes à Jésus. Les Prophètes d'Israël et les débuts du Judaïsme par Adolphe Lods ;
  - 28bis Des Prophètes à Jésus. Le monde Juif vers le temps du Christ par Charles Guignebert ;
  - 29. Jésus par Charles Guignebert ;
  - 29bis Le Christ par Charles Guignebert ;
  - 30. L'Église par Marcel Simon ;
  - 31. La fin du Monde Antique et le début du Moyen-Âge par Ferdinand Lot ;
  - 32. Le monde byzantin. Vie et mort de Byzance par Louis Bréhier ;
  - 32bis Le monde byzantin. Les Institutions de l'Empire byzantin par Louis Bréhier ;
  - 32ter Le Monde byzantin. La Civilisation byzantine par Louis Bréhier ;
  - 33. Charlemagne et l'Empire carolingien par Louis Halphen ;
  - 33bis La Civilisation carolingienne par Louis Halphen ;
  - 34.  La Société féodale. La formation des liens de dépendance par Marc Bloch ;
  - 34bis La Société féodale. les classes et le gouvernement des hommes par Marc Bloch ;
  - 35. Les origines du monde Slave : Slaves, Germains et Byzantins, sous la direction de Paul Boyer, par Pierre Charles, Grenard,  Louis Eisenmann,  Henri Grappin et Lucien Tesnière ;
  - 36.L'Islam et Mahomet par Maurice Gaudefroy-Demombynes ;
  - 37;  L'Islam en marche par Louis Barrau-Dihigo ;
  - 38. La chrétienté et l'idée de croisade. T. I. les premières croisades par Paul Alphandéry ;
  - 38bis La Chrétienté et l'idée de croisade. T. II. Recommencements nécessaires (XIIe – XIIIe siècles) par Paul Alphandéry et Alphonse Dupront ;
  - 39 La théocratie et le Saint-Empire par Laura Kern ;
  - 40. L'Art au Moyen-Âge par Gustave Cohen ;
  - 41. La monarchie féodale en France et en Angleterre (Xe – XIIIe siècle) par Charles Petit-Dutaillis ;
  - 42  Le début des monarchies modernes en occident par Gustave Dupont-Ferrier, Joseph Calmette et Édouard Perroy ;
  - 43. Les origines de l'Économie européenne IVe – XIe siècle par Robert Latouche ;
  - 44. Les Communes françaises des origines au XVIIIe siècle par Charles Petit-Dutaillis ;
  - 45. La Philosophie du Moyen Âge par Émile Bréhier ;
  - 46. La science de l'Antiquité au moyen-Âge par Pierre Brunet ;
  - 46bis La Science du Moyen Âge par  Pierre Brunet ;
  - 47. Les forces nouvelles dans l'Europe orientale et septentrionale par Paul Boyer ;
  - 48. La Formation du Génie moderne dans l'Art de l'Occident par René Schneider & Gustave Cohen ;
  - 49. L'apparition du livre par Lucien Febvre.

- Troisième Section: Le Monde Moderne
  - 50 L'Italie de la Renaissance par Auguste Renaudet
  - 51 Les grands courant intellectuels au temps de la Renaissance. L'Humanisme, par Lucien Febvre;
  - 52 Religions et vie religieuse au XVIe siècle, par Lucien Febvre et Lucie Varga
  - 53 Monarchie et Empire au XVIe siècle (Espagne et Europe) par Lucien Febvre
  - 54 Argent et bourgeoisie par Lucien Febvre
  - 55 L'élargissement du monde. L'Amérique pré-colombienne et la conquête du Nouveau Monde par Jacques Soustelle
  - 56 L'élargissement du monde. L'Asie du Moyen Age et l'expansion européenne par Paul Masson-Oursel
  - 57 L'essor de la pensée moderne. les débuts du rationalisme par Abel Rey
  - 58 L'esprit d'autorité dans la politique et la religion par Alphonse Dupront
  - 59 Les eglises dans ls monde moderne par Lucien Febvre
  - 60 La vie de société. La Femme et les Salons par Henri Berr
  - 61 L'Art du Baroque au Classicisme par Jean Alazard et Henri Berr
  - 62 La Pensée au XVIIe siècle. Rationalisme et Expérience par Henri Berr
  - 63 La vie économique et les transformations sociales  par Lucien Febvre
  - 64 Louis XIV et l'Europe par Louis André
  - 65 Deux pays de liberté: L'Angleterre par Léon Cahen (Wikisource)
  - 65 Bis  Deux pays de liberté:Les Provinces Unies
  - 66 L'évolution du droit privé par Édouard Meynial
  - 67 L'évolution de la pensée scientifique. Les Sciences physiques par Abel Rey
  - 68 L'évolution de la pensée scientifique. Les Sciences de la vie aux XVIIe et XVIIIe siècles; (L'idée d'évolution) par Émile Guyénot
  - 69 L'évolution de la pensée scientifique. Les Sciences de l'Homme (L'idée de progrès) par R. Hubert
  - 70 L'Europe française au Siècle des Lumières par Louis Réau
  - 71 L'Europe et l'Univers à la fin du XVIIIe siècle  par Michel Devèze
  - 72 Les origines de la Révolution. Causes profondes et causes occasionnelles par Georges Lefebvre
  - 73 Les caractéristiques de la Révolution par Pierre Caron
  - 74 Les suites de la Révolution. Napoléon et l'Empire français par Jean-Rodolphe de Salis
  - 75 Les suites de la Révolution. Napoléon organisateur  par Adhémar Esmein

- Quatrième Section: Vers le Temps Présent
  - 76 Le mouvement romantique par Paul Van Tieghem
  - 76 Bis Le romantisme. Les arts plastiques par Louis Réau
  - 76 Ter Le romantisme dans la musique européenne par Jean Chantavoine et Jean Gaudeffroy-Demonbynes
  - 77 Les courants philosophiques au début du XIXe siècle: idéalisme et empirisme par Abel Rey et Pierre Ducasse
  - 78 Les sciences positives: nature par Abel Rey
  - 79 Les sciences positives: humanité par Pierre Ducasse
  - 80 La bourgeoisie et la conquête des libertés par Sébastien Charléty
  - 81 La révolution industrielle par H. Luc
  - 82 La classe ouvrière: systèmes et organisations
  - 83 La révolution agricole par Marc Bloch
  - 84 L'Europe de XIXe siècle et l’idée de nationalité par Georges Weill
  - 85 L'Allemagne nouvelle
  - 86 Les États-Unis
  - 87 Le monde asiatique par Paul Masson-Oursel
  - 88 La politique coloniale et le partage de la Terre par Georges Hardy
  - 89 Les primitifs et la civilisation par René Maunier
  - 90 Les progrès de la démocratie par Sébastien Charléty
  - 91 L’évolution du droit par Adhémar Esmein
  - 92 La finance et l’économie mondiale par Henri Truchy
  - 93 Le socialisme et le syndicalisme par Gaëtan Pirou
  - 94 Le journal par Georges Weill
  - 95 La science au XXe siècle par Abel Rey
  - 96 L'art et la vie moderne par Georges Huisman
  - 97 Les origines, lointaines et prochaines, de la guerre mondiale par Pierre Renouvin
  - 98 La guerre et la paix 1914-1919 par le général Gamelin
  - 99 Le nouvel univers. La Société des Nations par Edouard Herriot
  - 100 La crise de la civilisation. Vues sur l'avenir humain

- Séries Complémentaires

- La science dans l'antiquité, par Abel Rey
Tome 1: La science orientale avant les grecs
Tome 2: La genèse de la science grecque
Tome 3: La maturité de la pensée scientifique en Grèce
Tome 4: Apogée et déclin de la science grecque
- En marge de l'histoire universelle, par Henri Berr
Tome 1: Les problèmes de l'histoire. Les origines humaines. Les premières civilisations. Le miracle grec. L'aube de la science
Tome 2: Rome et la civilisation romaine. Celtes et germains. Perse, Chine et Inde. Pensée orientale et science occidentale.